# اليمن في الألعاب الأولمبية الصيفية 2004
شارك اليمن في دورة الألعاب الأولمبية الصيفية لعام 2004 في أثينا باليونان، في الفترة من 13 إلى 29 أغسطس 2004.

## ألعاب القوى
حقق الرياضيون اليمنيون حتى الآن معايير التأهيل في أحداث ألعاب القوى التالية (بحد أقصى 3 رياضيين في كل حدث على المستوى «أ» و1 في المستوى «ب»).
رجال
| الرياضي      | حدث   | تصفيات | تصفيات | نصف النهائي | نصف النهائي | نهائي    | نهائي    |
| الرياضي      | حدث   | نتيجة  | ترتيب  | نتيجة       | ترتيب       | نتيجة    | ترتيب    |
| ------------ | ----- | ------ | ------ | ----------- | ----------- | -------- | -------- |
| سعيد الأظهري | 400 م | 49.39  | 8      | لم يتأهل    | لم يتأهل    | لم يتأهل | لم يتأهل |

## سباحة
رجال
| الرياضي  | حدث      | تصفيات | تصفيات | نصف النهائي | نصف النهائي | أخير     | أخير     |
| الرياضي  | حدث      | زمن    | ترتيب  | زمن         | ترتيب       | زمن      | ترتيب    |
| -------- | -------- | ------ | ------ | ----------- | ----------- | -------- | -------- |
| محمد سعد | 50 م حرة | 29.97  | 80     | لم يتأهل    | لم يتأهل    | لم يتأهل | لم يتأهل |

## التايكوندو
تأهل اليمن جين واحد للتايكواندو.
| الرياضي     | Event        | دور ال16                   | ربع النهائي     | نصف النهائي     | الملحق 1        | الملحق 2        | النهائي         | النهائي  |
| الرياضي     | Event        | المنافس النتيجة            | المنافس النتيجة | المنافس النتيجة | المنافس النتيجة | المنافس النتيجة | المنافس النتيجة | ترتيب    |
| ----------- | ------------ | -------------------------- | --------------- | --------------- | --------------- | --------------- | --------------- | -------- |
| أكرم عبدلله | −58 كغم رجال | شابوشنيك (أوكرانيا)خسر 5–7 | لم يتأهل        | لم يتأهل        | لم يتأهل        | لم يتأهل        | لم يتأهل        | لم يتأهل |

## روابط خارجية
- التقرير الرسمي للأولمبياد الثامن والعشرون